# Синглет
Сингле́т (англ. singlet line) — 
- 1. В атомній спектроскопії — лінія спектра, що виникла при переході електрона між двома енергетичними рівнями, які належать двом атомним синглетним термам.
- 2. У молекулярній спектроскопії — одиночна вузька смуга, що відноситься, приміром, у спектроскопії ПМР, до окремого протона або групи еквівалентних протонів.